# La Vineuse sur Fregande
La Vineuse sur Fregande község Franciaország Burgundia-Franche-Comté régiójában, Saône-et-Loire megyében. Új községként 2017. január 1-jén jött létre Donzy-le-National, Massy, La Vineuse és Vitry-lès-Cluny község egyesítésével. A korábbi községek egyesülésekor az új község lélekszáma 648 fő lett. Lakosainak száma 653 fő (2022. január 1.).

## Népesség
| Lakosok száma | 638  | 655  | 654  | 650  | 651  | 652  | 653  |
|               | 2015 | 2017 | 2018 | 2019 | 2020 | 2021 | 2022 |